# Катакомбы Святого Себастьяна
Катакомбы святого Себастьяна (итал. Catacombe di San Sebastiano) — катакомбы в южной части Рима на Аппиевой дороге.

## История
Одно из древнеримских захоронений у Аппиевой дороги, за городскими стенами называлось: Аd catacumbas («У спуска к могилам», от греч. katakymbos — углубление), место, где у входа в подземный склеп ставили надгробные стелы с памятными надписями и бюстами умерших. Позднее слово «катакомбы» дало название всем подземным захоронениям. Первыми, с XI века катакомбами стали называть раннехристианские тайные захоронения, расположенные рядом с базиликой святого Себастьяна (в честь раннехристианского мученика святого Себастьяна; первоначально базилика Апостолов), в которой хранятся мощи святого.
У входа в катакомбы сохранился античный триклиний (triclia), когда-то находившийся на поверхности, где скорбящие могли отдохнуть и освежиться. В более глубоких христианских катакомбах расположена крипта св. Себастьяна, где до переноса в церковь хранились мощи святого. Крипта отреставрирована, на части античной колонны находится бюст св. Себастьяна, выполненный Джованни Лоренцо Бернини. Множество надписей посвящены апостолам Петру и Павлу. Особого интереса заслуживают языческие захоронения, украшенные фресками. Лишь на втором этаже хорошо сохранились фрески христианской тематики: Оранта, Иисус в яслях, Моисей, цикл фрескок об Ионе. Эти катакомбы в целом отличает незначительное число росписей. Росписями богаты три мавзолея на маленькой площади в 9 м под землёй (II век), вырубленные в породе, фасады выполнены из кирпича.

## Информация
- Вход в катакомбы расположен на Via Appia 132.
- Время работы: 10:00-17:00[2].
- Посещение только с экскурсией
- Если посещение ограничено во времени, то самый быстрый путь: от метро San Giovanni (Латеранский собор) автобусом 218.
- Если есть возможность посвятить катакомбам и Аппиевой дороге полдня: от метро Circo Massimo, по проспекту Viale Terme Caracalle, затем по Via Porta Sebastiano, переходящей в Аппиеву дорогу. При таком маршруте есть возможность увидеть Термы Каракаллы, церковь святых Ахиллея и Нерея (их мощи перенесены сюда из катакомб святой Домитиллы), дом кардинала Виссариона Никейского, гробницу Сципионов, арку Друза, ворота Святого Себастьяна (там находится музей городских стен) и церковь Quo Vadis. Время в пути около часа. Катакомбы святого Каллиста, катакомбы святой Домитиллы и катакомбы святого Себастьяна находятся близко друг от друга, так что есть возможность посетить их за один день.